# Antras (Ariège)
Antras ist eine französische Gemeinde mit 74 Einwohnern (Stand 1. Januar 2022) im Département Ariège in der Region Okzitanien. Sie gehört zum Arrondissement Saint-Girons und zum Kanton Couserans Ouest.
Nachbargemeinden sind Saint-Lary im Nordwesten, Augirein im Norden, Illartein und Aucazein im Nordosten, Bonac-Irazein im Osten, Sentein im Süden und Melles im Westen.

## Bevölkerungsentwicklung
| Jahr      | 1962 | 1968 | 1975 | 1982 | 1990 | 1999 | 2008 | 2015 |
| --------- | ---- | ---- | ---- | ---- | ---- | ---- | ---- | ---- |
| Einwohner | 75   | 59   | 45   | 48   | 60   | 58   | 71   | 64   |

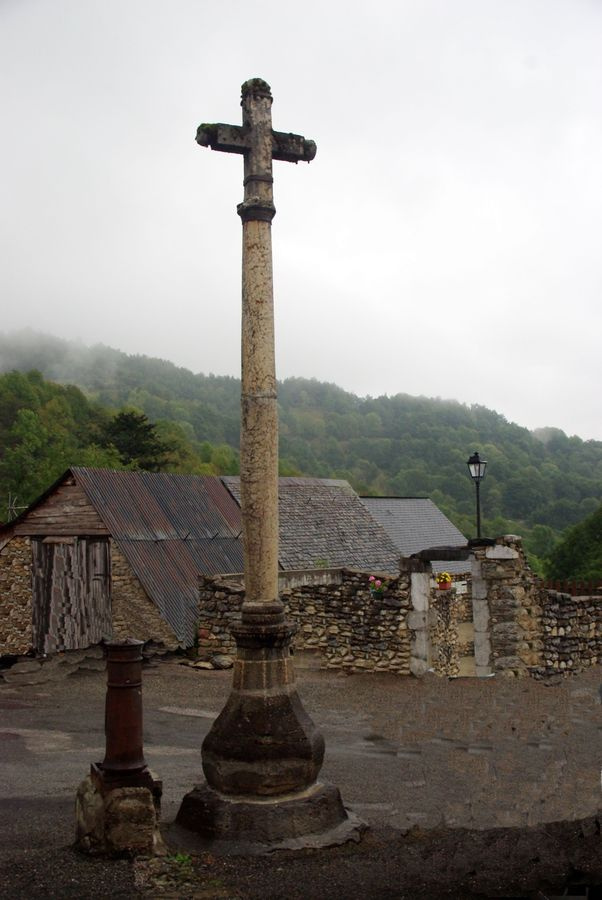
Flurkreuz
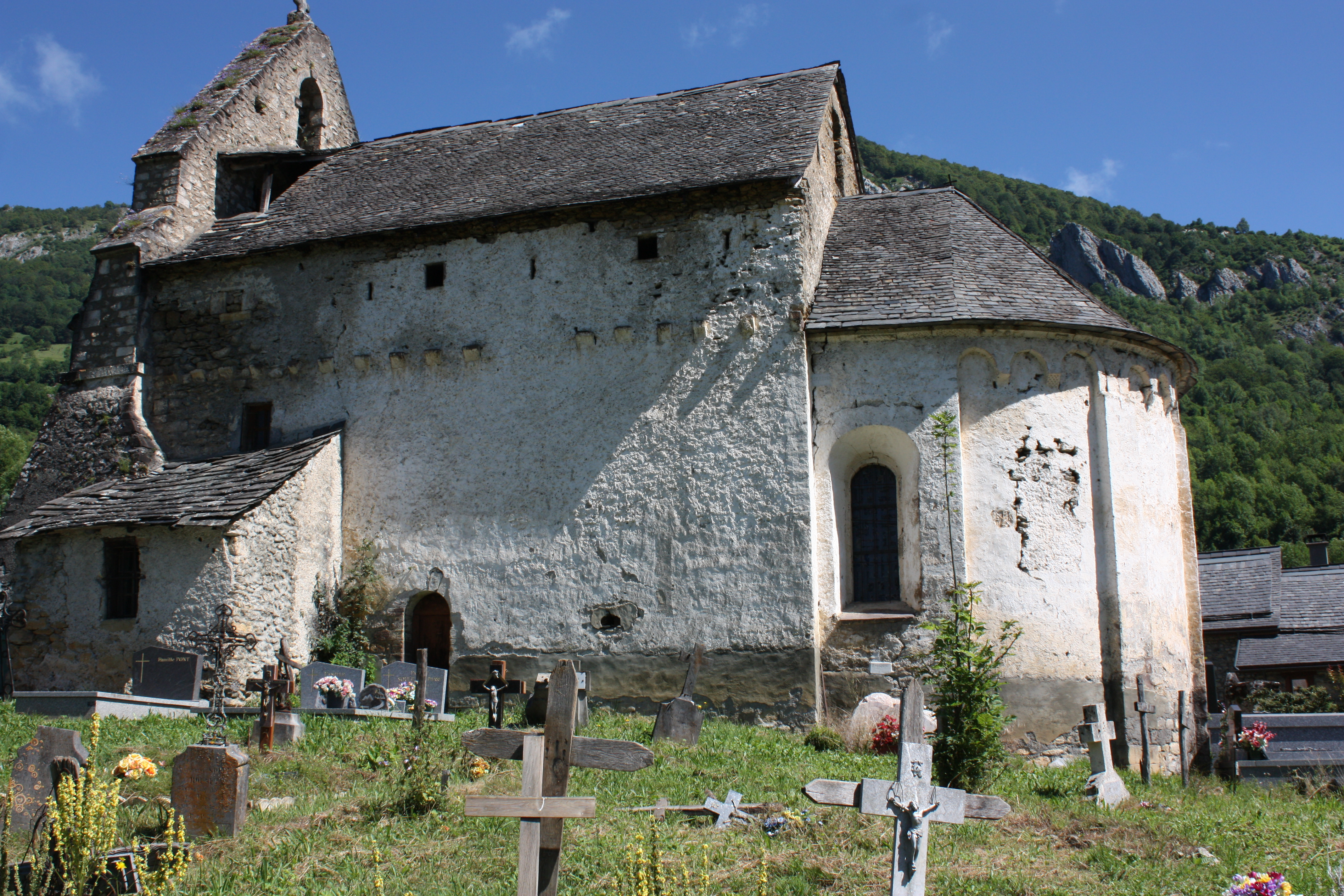
Kirche Saint-Martin